# 조미나 (시인)
조미나(趙薇那, 1960년 7월~)는 대한민국의 시인이다. 1985년에 『시문학』에 「독생자 예수」를 발표하면서 등단했으며, 한국문인협회 대전지회, 국제 펜클럽 한국본부, 현대시인협회 회원으로 활동 중이다.